# Smekelingen (Aischylos)
Smekelingen (Grieks: Ἱκέτιδες / Hiketides, Latijn: Supplices) is een tragedie van de Griekse toneeldichter Aischylos. Het werk dateert vermoedelijk uit 463 v.Chr.

## Samenvatting
De dochters van Danaos, de "Danaïden" (= het koor), vluchten voor hun gedwongen huwelijk en zoeken bescherming bij koning Pelasgos van Argos. De koning twijfelt of hij wel gastvrijheid mág verlenen, want er zijn ernstige redenen om dat niet te doen.
Het stuk is onderdeel van een trilogie en lijkt daardoor niet af.

## Nederlandse vertalingen
- 1903 – De smeekelingen – L.A.J. Burgersdijk (metrisch)
- 1930 – Smeekelingen – P.C. Boutens
- 1975 – De smekelingen – Emiel De Waele (metrisch)
- 1991 – De smekelingen –  Gerrit Komrij
- 2021 – De smekelingen – Hafid Bouazza (naar de Engelse bewerking van Bryan Doerries)
- 2024 – Smekelingen – Patrick Lateur